# 戈巴
戈巴（Goba）是埃塞俄比亞中南部奧羅米亞州的市鎮，座標7°0′N 39°59′E / 7.000°N 39.983°E，位於阿的斯阿貝巴東南446公里，海拔2,743米。貝爾山國家公園在戈巴西南10公里。
根據埃塞俄比亞中央統計局2005年的資料，戈巴人口50,650，其中男性有24,256人，女性26,394人。